# Vz. 58
El Vz. 58 (modelo 58) es un fusil de asalto que emplea la munición calibre 7,62 x 39, fue diseñado y fabricado en Checoslovaquia y aceptado en servicio a finales de la década de 1950 como el "7,62 mm samopal vzor 58" ("subfusil de 7,62 mm modelo 1958"), para sustituir al fusil semiautomático VZ 52 y a los subfusiles vz. 24 y vz. 26. El vz. 58 se parece exteriormente al AK-47 soviético, pero internamente es un diseño sustancialmente diferente, basado en un mecanismo de pistón de recorrido corto, que no comparte absolutamente ninguna pieza con el diseño de Kalashnikov, inclusive los cargadores.

## Historia
El diseño del arma comenzó en 1956; al frente del proyecto estaba el ingeniero en jefe Jiří Čermák asignado a la instalación de Konštrukta Brno en la ciudad de Brno. La Unión Soviética había comenzado a insistir en que las fuerzas del Pacto de Varsovia usaran una munición común estándar. Como resultado el prototipo, conocido como "Koste" ("escoba"), fue diseñado para el cartucho intermedio soviético 7,62 x 39 M43, en vez del cartucho checo 7,62 x 45 vz. 52 usado en el anterior fusil VZ 52 y la ametralladora ligera vz. 52. El fusil de asalto entró en servicio en 1958 y durante un período de 25 años (hasta 1984), se habían producido más de 920.000 armas, usadas por las fuerzas armadas de Checoslovaquia, Cuba y otras naciones de África y Asia.
El Vz. 58 fue producido en tres variantes principales: la estándar Vz. 58 P (Pěchotní o "Infantería") modelo con culata fija hecha de un material sintético (madera laminada impregnada con plástico, las versiones anteriores utilizan una culata de madera), el vz. 58 V (Výsadkový—"Aérea") con culata de metal plegable en forma de L, que se pliega hacia el lado derecho del cajón de mecanismos, y el vz. 58 Pi (Pěchotní s infračerveným zaměřovačem—"Infantería con mira infrarroja") es similar al Vz. 58 P, pero incluye un riel en el cajón de mecanismos (instalado en el lado izquierdo) que se utiliza para montar una mira nocturna NSP2, también tiene un bípode plegable desmontable y un apagallamas cónico agrandado.
En la década de 1990 se propuso un sustituto del Vz. 58; el fusil de asalto ČZ 2000, que utilizaba el cartucho 5,56 x 45 OTAN, fue sugerido como un posible reemplazo, pero debido a una generalizada falta de fondos para la defensa en la República Checa (surgida mediante la división de Checoslovaquia entre ese país y Eslovaquia en 1993 tras la caída del régimen comunista mediante la Revolución de Terciopelo en 1989), el programa fue pospuesto. Otro contendiente reciente es el fusil de asalto ČZW-556 y la ametralladora ligera ČZW-762, ambas armas usan el retroceso del cerrojo que es más fiable y la operación por gas. El Vz. 58 sigue siendo el principal fusil de asalto del ejército eslovaco, sin embargo, en 2011, el ejército checo comenzó a reemplazarlo con el CZ-805 BREN.

## Detalles de diseño

### Mecanismo de funcionamiento

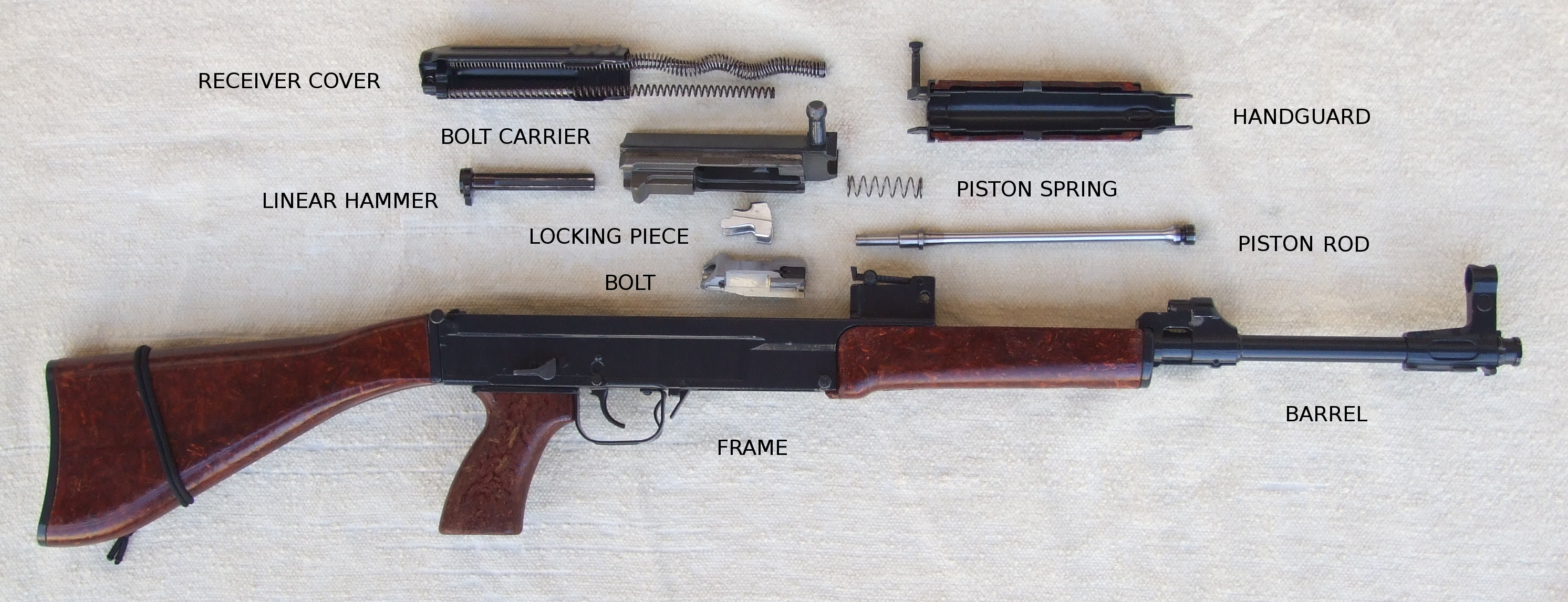
Despiece básico del Vz. 58.

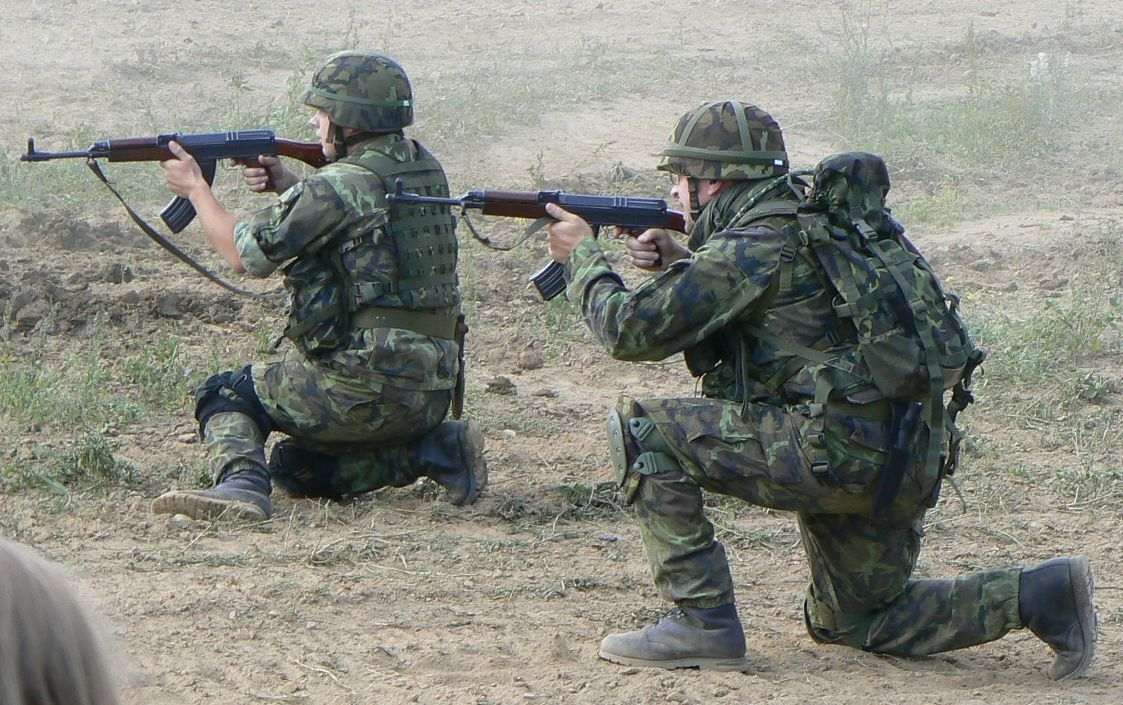
Miembros de la Reserva Activa de las Fuerzas Armadas de la República Checa, entrenando con fusiles Vz. 58.

El Vz. 58 es un arma de fuego selectivo accionada por gas, que dirige los gases generados en el cañón por el disparo del cartucho a través de un agujero perforado en el cañón a 215 mm de la recámara, que comunica con un cilindro hueco situado sobre el cañón, que contiene un pistón de recorrido corto. El Vz. 58 no tiene regulador de gas y toda la fuerza de la presión del gas se ejerce sobre la cabeza del pistón, empujándolo hacia atrás de un solo golpe. El pistón solamente retrocede 19 mm cuando un resalte del émbolo del pistón golpea un tope. Hay un resorte entre el resalte del émbolo y el tope, que regresa al pistón a su posición inicial. El cilindro de gas es vaciado después que el pistón ha recorrido 16 mm y los gases restantes son expulsados a la atmósfera a través de dos agujeros situados debajo del cilindro. Todo el émbolo del pistón está cromado para evitar la suciedad y la corrosión.
El sistema de acerrojado tiene un bloque de cierre abisagrado en el cerrojo, albergado en el portacerrojo y que contiene dos tetones de acerrojado que bajan hacia y bloquean las guías internas del cajón de mecanismos. El arma se desbloquea por el corto recorrido del émbolo del pistón, ya que golpea el portacerrojo y lo impulsa hacia atrás. Después de un desplazamiento de 22 mm, una superficie similar a una cuña en el soporte del portacerrojo se mueve debajo de la pieza de cierre de la recámara y se levanta hacia arriba y fuera del acoplamiento con los huecos de bloqueo en el cuerpo de acero. La pieza de cierre de la recámara se mueve hacia arriba y este movimiento proporciona el impulso necesario para la extracción primaria. Luego esta se mueve hacia atrás, extrayendo de la recámara el casquillo vacío. Un eyector fijo pasa a través de una ranura cortada en la parte inferior del cerrojo y el casquillo es arrojado hacia arriba.

### Características

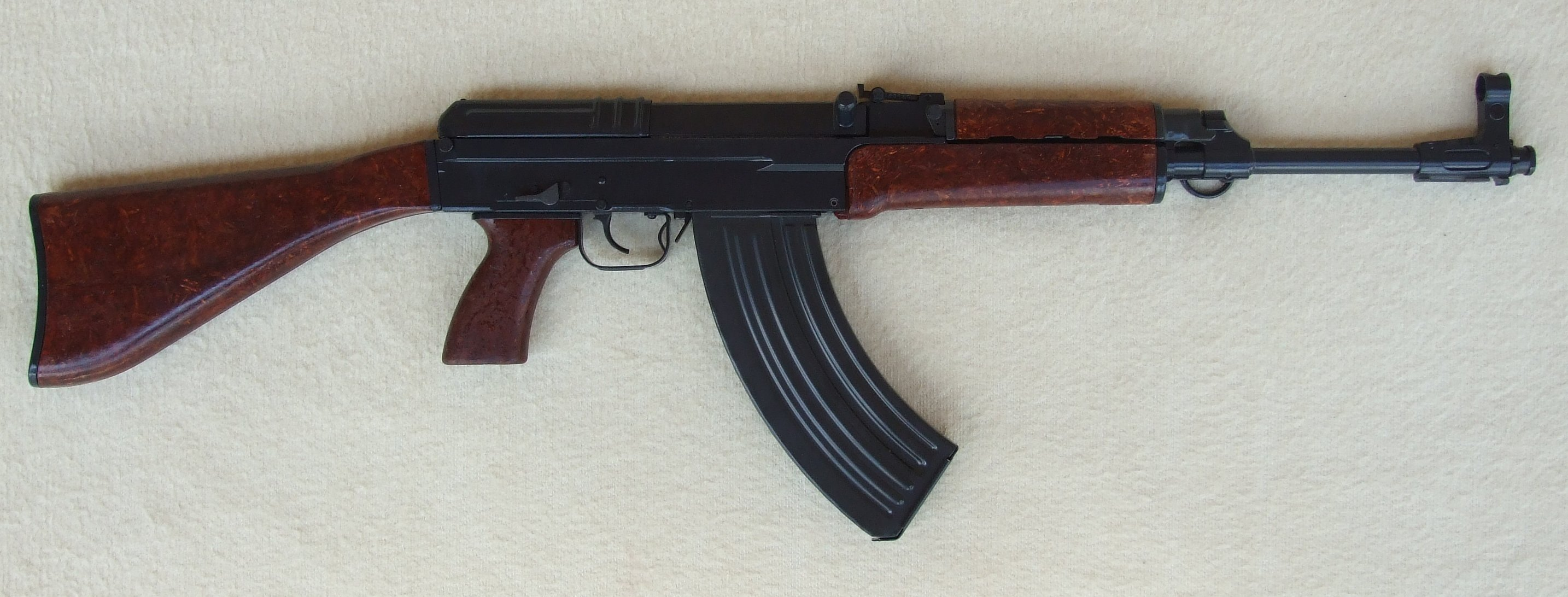
Un Vz. 58 P.

El resorte del extractor y del percutor están ambos alojados dentro del cierre de la recámara, mientras que el eyector fijo está situado en la base del cajón de mecanismos. 
El arma no tiene un martillo rotatorio convencional, pero el disparador es una barra de acero ahuecada desde un extremo en casi en toda su longitud para albergar su propio resorte. En el extremo abierto del disparador, está soldada una placa con entalles a cada lado para que pueda deslizarse sobre los rieles-guía del cajón de mecanismos. Este martillo-disparador entra en el cerrojo hueco y empuja hacia adelante un percutor con cada disparo.
El fusil utiliza un mecanismo de gatillo con un selector del modo de disparo del tipo de palanca, que es también un seguro manual contra los disparos accidentales. Cuando se coloca la palanca en su posición trasera ("1" -de un solo disparo) el seguro es desactivado y el retén izquierdo del disparador es girado por el desconector, el cual es presionado por el portacerrojo después de cada disparo y por lo tanto desconectado del retén del disparador. Al llevar hacia adelante la palanca del selector ("30" -fuego automático), se desactiva el desconector y el retén izquierdo del disparador se une al mecanismo del seguro, desactivando el modo semiautomático y activando el modo automático -ráfaga de disparos-. La posición del centro ("seguro"), apunta verticalmente hacia abajo, bajando mecánicamente la barra de transferencia del gatillo y el desconector, por lo que no hay conexión entre el gatillo y el seguro semiautomático que sostiene el martillo. El fusil también tiene un seguro interno, que evita los disparos hasta que el cerrojo haya cerrado la recámara. El retén derecho del disparador desactiva a éste y solamente puede soltarse al jalar la manija del cerrojo y amartillar el arma. 
El arma es alimentada mediante un cargador extraíble de 30 balas, hecho de una aleación ligera. Cuando se dispara la última bala del cargador, el cerrojo permanecerá abierto gracias a su retén, activado por la teja elevadora del cargador. La palanca del retén del cargador se encuentra en el lado izquierdo de la base del cajón de mecanismos, detrás del brocal del cargador. El portacerrojo tiene incorporado un riel-guía, que es utilizado para recargar el cargador mediante peines de 10 balas (de la carabina semiautomática SKS). A pesar de su parecido, los cargadores del vz. 58 no son intercambiables con los del AK-47 y sus derivados.
Una característica interesante de este fusil es su capacidad de cambiar rápidamente el tipo de culata que utiliza. El Vz. 58 puede aparecer con su culata original de madera o plegable de acero, o con una de las muchas culatas disponibles en el mercado de accesorios para armas - incluyendo adaptadores de culatas como las del AR-15, que tienen un tubo con amortiguador montado en el cajón de mecanismos. Estas usualmente tienen el tubo con amortiguador ligeramente inclinado, para compensar la baja altura del alza y el punto de mira del vz. 58. Para cambiar de culata, solamente se debe retirar un perno en la parte posterior del cajón de mecanismos e instalar la culata elegida.

### Mecanismos de puntería
Los mecanismos de puntería del fusil consisten en un punto de mira ajustable y un alza tangencial deslizante, ajustable desde 100 a 800 m en incrementos de 100 m. Además, el lado izquierdo del alza está marcado con la letra "U" (univerzální, universal en checo), para disparar a presión, contra blancos en movimiento y en combate nocturno hasta una distancia de 300 m. El radio de puntería del fusil es de 38 cm (15 pulgadas). La base del punto de mira también sirve como plataforma de montaje para la bayoneta del vz. 58.

### Accesorios
Se han fabricado varios accesorios de modernización para el Vz. 58 por compañías como Neit Arms Inc y North Eastern Arms. Los accesorios incluyen el liberador de cerrojo "táctico", palancas del retén del cargador alargadas y/o ambidiestras, selectores de modo de disparo ambidiestros, guardamanos con rieles Picatinny, varios tipos de opciones para montar una mira telescópica y varios frenos de boca y compensadores. Los usuarios tanto civiles como militares utilizan estos accesorios, también siendo frecuentemente empleados por las compañías militares privadas en el Medio Oriente.
El equipo adicional suministrado con el fusil incluye: 4 cargadores de repuesto, un portacargadores, bayoneta y vaina, cepillo de limpieza, tapaboca, aceitera, correa portafusil, herramienta para ajustar el punto de mira y un adaptador roscado para disparar cartuchos de fogueo. El Vz. 58 también tiene un bípode específico.

## Variantes
- Vz. 58 P: Culata fija estándar.

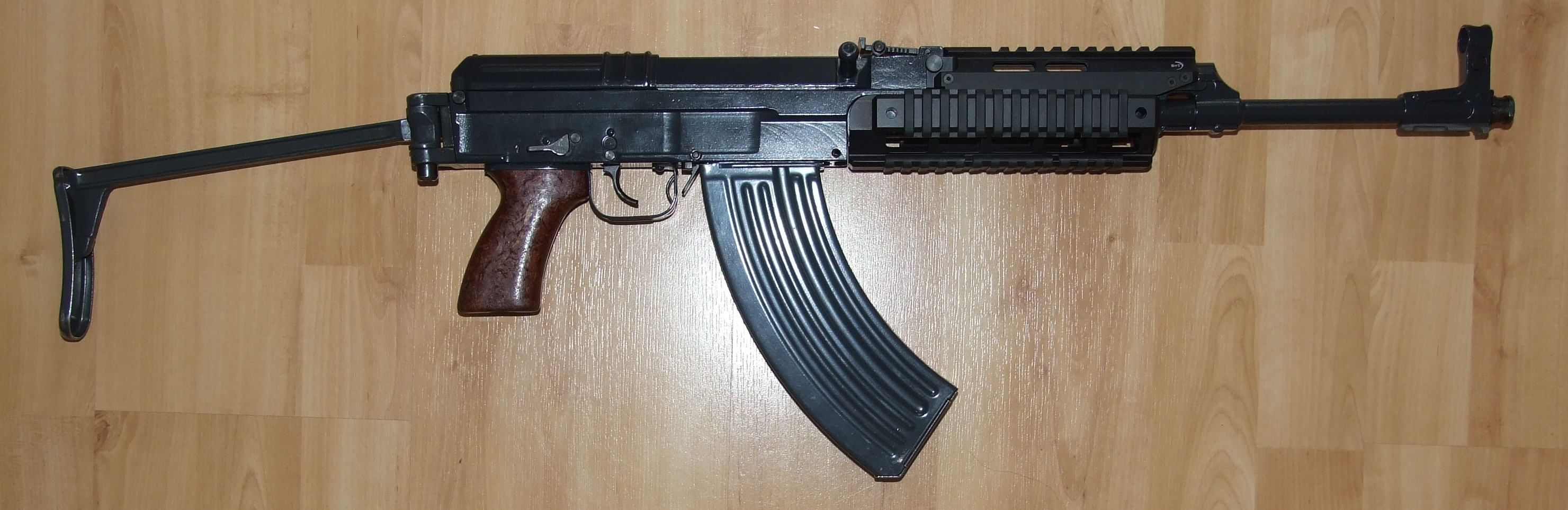
El Vz. 58 V tiene una culata plegable. Este fusil particular también está equipado con un guardamanos con rieles.

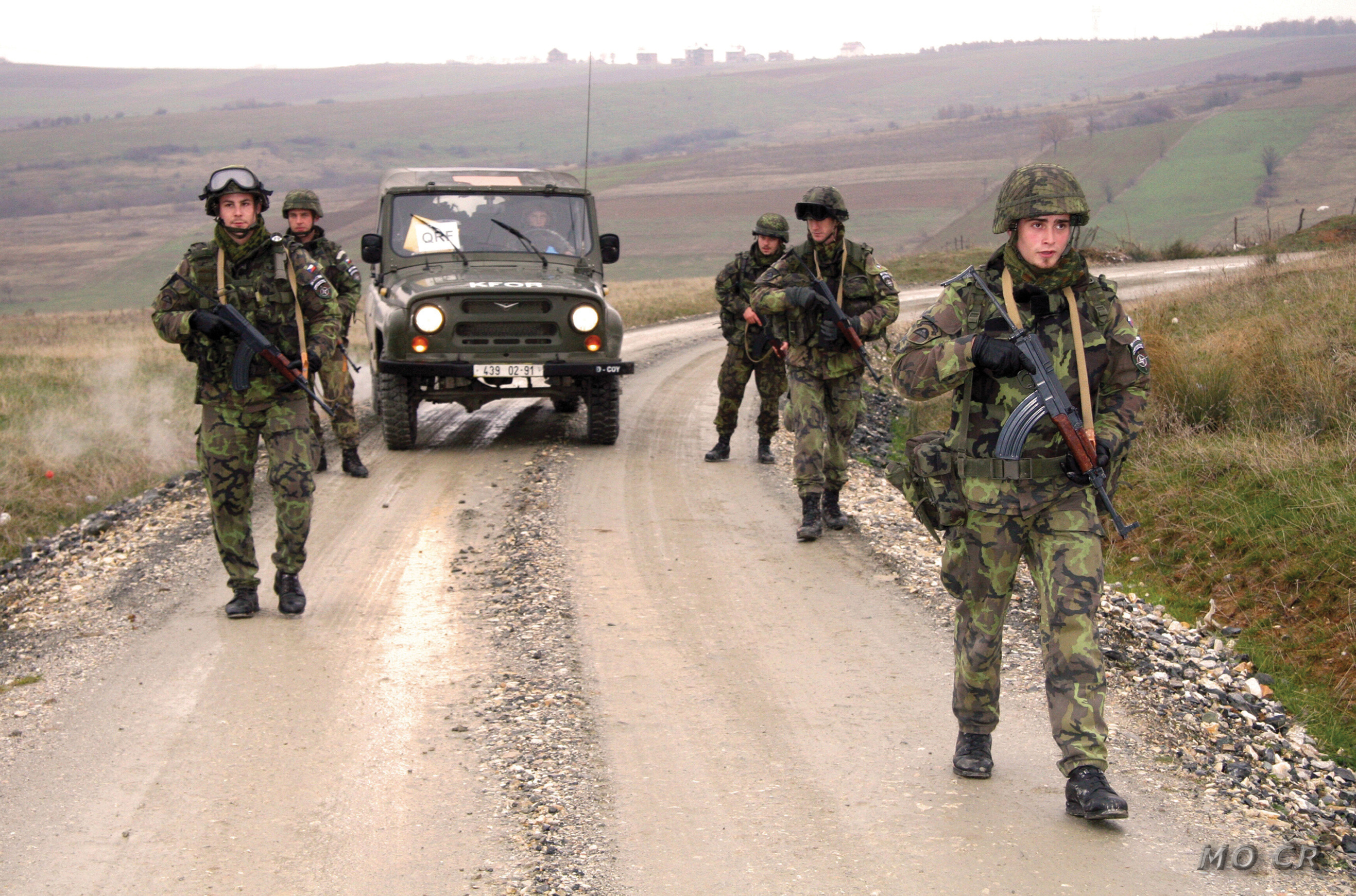
Soldados de las Fuerzas Armadas de la República Checa empleando el fusil Vz. 58 V con culata plegable en una operación del KFOR.

- Vz. 58 V: Culata metálica plegable, para tanquistas y tropas aerotransportadas.
- Vz. 58 Pi: Versión con soporte para montar la mira telescópica con visión nocturna infrarroja NSP-2, culata fija, bocacha apagallamas cónica y bípode plegable.
- Automatická puška ("Fusil automático") AP-Z 67: Versión experimental que empleaba el cartucho 7,62 x 51 OTAN, desarrollada en 1966.
- Útočná puška ("Fusil de asalto") ÚP-Z 70: Versión experimental que empleaba el cartucho 5,56 x 45 OTAN, desarrollada en 1970.
- Experimentální zbraň ("Arma experimental") EZ-B: Prototipo experimental bullpup desarrollado en 1976.
- Ruční kulomet ("ametralladora ligera") nombre código KLEČ ("Pino de Montaña"): Variante experimental con un cañón de 590 mm (similar a la RPK), desarrollada en 1976.
- Lehká odstřelovačská puška ("Fusil de francotirador") vz. 58/97: Fusil de francotirador experimental desarrollado por VTÚVM Slavičín.
- Samopal ("Subfusil") vz. 58/98 "Bulldog": Variante que emplea el cartucho 9 x 19 Parabellum, desarrollada por VTÚVM Slavičín.
- CZH 2003 Sport: Variante semiautomática para uso civil. Disponible tanto con cañón estándar (390 mm), como acortado (295 mm). Hubo una producción limitada para el mercado civil de Canadá, con cañón alargado de 490 mm.
- CZ 858 Tactical:  Variante semiautomática diseñada para el mercado civil de Canadá, ensamblada a partir de piezas no utilizadas cuando cesó la producción de las versiones militares. Disponible con cañón estándar de 390 mm en la versión restringida -4V o con cañón alargado de 482 mm en la versión -2. El cañón no tiene ánima cromada en la versión -2, al contrario del fusil militar y la versión -4V. Las piezas externos tienen una nueva capa de barniz (idéntica a la utilizada en los fusiles militares originales). También estuvo disponible un modelo "Canadiense" basado en la versión -2, con una culata de madera que tenía grabada una hoja de arce.
- Serie FSN: Variantes semiautomáticas civiles de fabricación reciente. Disponible con cañón estándar (FSN-01, 390 mm), con o sin culata plegable (FSN-01F y FSN-01W, que tiene culata de madera y carrilera), o de cañón corto (279 mm, también con culata plegable), las piezas exteriores son pavonadas. Todas las variantes, excepto la -01W, tienen culatas de baquelita.
- CSA vz. 58 Sporter: Disponible en .222 Remington, .223 Remington (5,56 x 45 OTAN), o 7,62 x 39, estas carabinas fueron fabricadas recientemente por la Czech Small Arms y no por la Česká Zbrojovka Uherský Brod. Viene en modelos Compacto (cañón de 190 mm, culata plegable), Carabina (cañón de 300 o 310 mm, culata plegable) y Fusil (cañón de 390 o 410 mm, culata fija). Además hay un modelo "táctico" que emplea el cartucho .223 Remington, con un cañón de 410 mm, guardamanos con rieles y culata plegable. Todos tienen guardamanos sintéticos, aunque el modelo Fusil en 7,62 x 39 está disponible tanto con guardamanos de material sintético, como de madera aglomerada.
- Rimfire Vz 58: El "Ogar 58" fue desarrollado y fabricado por Highland Arms en la República Checa, junto con el kit de conversión para el cartucho .22 LR "Ogar 22." El kit de conversión está diseñado para todos los calibres y variantes del VZ 58.
- Vz 2008: Una variante fabricada por Century Arms con un cajón de mecanismos estadounidense y piezas checas.

## Usuarios
- Afganistán[5]
- Angola[6]
- Biafra[7]

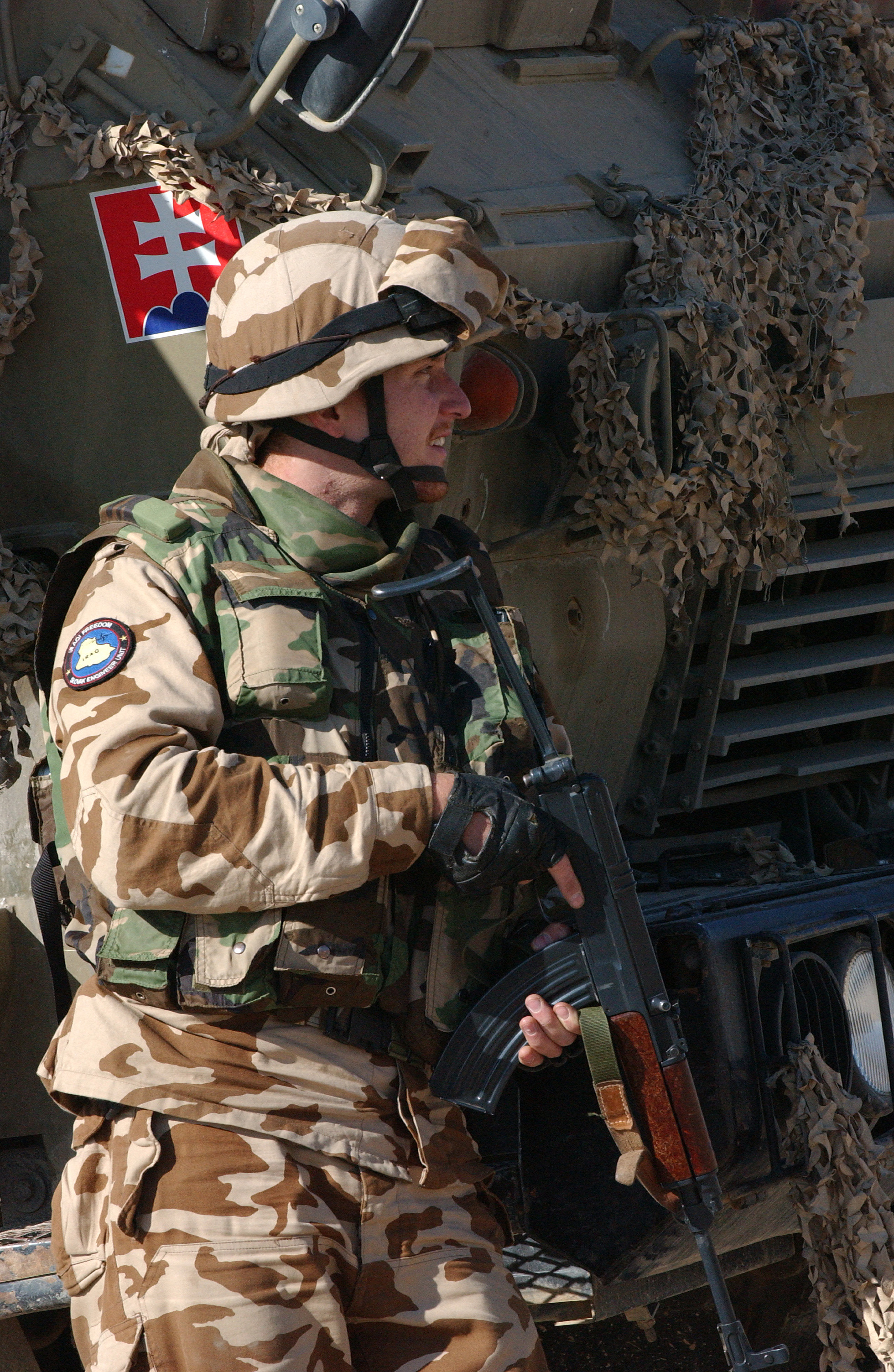
Un ingeniero del Ejército eslovaco, armado con un vz. 58 V, ofrece seguridad a los otros miembros de su equipo mientras procesan proyectiles antiaéreos de 23 mm para su destrucción cerca de Diwaniya, Irak, 2006.

- Checoslovaquia: Heredado por sus estados sucesores.
- Chipre[5]
- Cuba[5]
- Eritrea[5]
- Eslovaquia[5] Fusil estándar.
- Etiopía[5]
- Guatemala[6]
- Guinea[5]
- India[6]
- Irak[6]
- Libia[5]
- Mozambique[5]
- República Checa: Fusil estándar.[5][8][9] Está siendo reemplazado por el CZ-805 BREN.[10]
- República Dominicana
- Somalia[5]
- Tanzania[5]
- Vietnam[11]